# Caune de Bélesta
La caune de Bruh , ou grotte de Bélesta, est une grotte située à Bélesta, dans le département français des  Pyrénées-Orientales, en région Occitanie. Elle a livré des traces d'habitation par des hommes et leur bétail allant du paleolithique à l'Âge de l’or .